# Музей на кралските регалии
Музеят на кралските регалии (на английски: Royal Regalia Museum; на малайски: Muzium Alat Kebesaran Diraja) е исторически музей в центъра на Бандар Сери Бегаван, столицата на Бруней. В него се съхраняват главно регалиите на султана и на монархията (символи и предмети на властта), както и експонати, свързани с честванията на сребърните и златните юбилейни дати на управлението на султан Хасанал Болкиах в Бруней. Музеят е официално открит на 30 септември 1992 г. от самия султан.
Първоначално сградата се е наричала „Паметната сграда на Чърчил“, и е създадена от султана Омар Али Сайфудиен III, бащата на султана, тъй като той се възхищавал на Уинстън Чърчил. През 1992 г. е заменен от изложбената зала на кралските регалии, създадена за да отбележи сребърния юбилей на коронацията на Негово Величество като 29-и крал на Бруней. На 2 декември 2017 г. сградата е преименувана на Музей на кралските регалии във връзка със златния 50-годишен юбилеен празник от възкачването на престола.
Сградата на музея представлява голяма структура с купол, който е декориран със специално проектирани позлатени мозайки. Тя има полукръгъл план, широко облицована и декорирана с мрамор и е застелена с плюшени килими.
Музеят представя хронологично житейската история на султана чрез снимките, предметите и моделите от детството, образователната подготовка, военната му служба, спортните занимания, коронацията, брака, пътуванията и до юбилейните празници. Историческият преглед на живота на султан Хасанал Болкиах е представен чрез семейни снимки с подробен обяснителен текст, в които той е подчертан чрез много негови портрети и холограма. Основният експонат във входното антре е огромна колесница, използвана за парада, пренасящ султана по улиците на града по случай неговия празник по време на сребърния юбилей през 1992 г. Пред колесницата са изложени манекенки, облечени в традиционното за страната облекло. Има и втора колесница, която се използва по време на коронацията през 1968 г., а също и по време на посещението на кралицата в Бруней през 1972 г.
Експонатите включват множество артефакти, които са използвани за кралски церемонии в страната, златно и сребърно церемониално оръжие, корони с вградени бижута, и други парафинали, които са част от церемонията по коронацията, и церемониалните носии. В Конституционната галерия на музея има експонати от държавни документи и договори.
Музеят се посещава средно повече от 100 000 души годишно, от които 70 процента са чужденци.